# Gulomjon Abdullayev
Gulomjon Ozodovich Abdullayev (ur. 11 listopada 1998) – uzbecki zapaśnik walczący w stylu wolnym. Brązowy medalista olimpijski z Paryża 2024 w kategorii 57 kg, a także zajął siódme miejsce w Tokio (2020) w tej samej wadze.
Zajął siódme miejsce na mistrzostwach świata w 2022 i 2023. Piąty na mistrzostwach Azji w 2022. Triumfator igrzysk solidarności islamskiej w 2021. Trzeci na MŚ juniorów w 2016. Mistrz Azji juniorów w 2016 i 2018 roku.
Zawodnik Menlo College. Pierwszy w zawodach NAIA w 2023 roku.